# Parnaguá
Parnaguá é um município do estado do Piauí, no Brasil. Localiza-se a uma latitude 10º13'39" sul e a uma longitude 44º38'21" oeste, estando a uma altitude de 334 metros em relação ao nível do mar. Sua população estimada em 2004 era de 9.719 habitantes. Possui uma área de 3 282,7 km².

## Etimologia
"Parnaguá" é uma palavra de origem tupi: significa "enseada de grande rio", através da junção de paranã (grande rio) e kûá (enseada, baía).

## História
É uma cidade histórica, considerada o segundo município mais antigo do Piauí, atrás apenas de Oeiras. No passado, era chamada de Vila de Nossa Senhora do Livramento de Paranaguá. Elevada a Município, foi rebatizada com o nome de Parnaguá, havendo, assim, uma pequena alteração no seu nome final: de Paranaguá para Parnaguá.

## Religião
| Religião       | %    |
| -------------- | ---- |
| Catolicismo    | 89,2 |
| Protestantismo | 8,8  |
| Outras         | 0,3  |
| Sem religião   | 1,7  |

## Turismo
O Município possuí a maior lagoa de todo o estado do Piauí: a Lagoa de Parnaguá.

## Filhos Ilustres
- José da Cunha Lustosa, primeiro e único Barão de Paraim.
- José Lustosa da Cunha, primeiro e único Barão de Santa Filomena.
- João Lustosa da Cunha, 2º visconde com grandeza (1882) e 2º marquês de Paranaguá com grandeza (1888). Foi Veador de Sua Majestade, a Imperatriz e Comendador da Ordem de São Gregório Magno. Acrescentou o Paranaguá como seu último sobrenome, em homenagem à localidade, passando a chamar-se João Lustosa da Cunha Paranaguá.